# Auxange
 Auxange  es una población y comuna francesa, en la región de Franco Condado, departamento de Jura, en el distrito de Dole y cantón de Gendrey.

## Demografía
| 109 | 107 | 105 | 101 | 123 | 132 |
| Para los censos de 1962 a 1999 la población legal corresponde a la población sin duplicidades (Fuente: INSEE [Consultar]) |     |     |     |     |     |